# Fred Buscaglione
Ferdinando Buscaglione, cunoscut ca Fred Buscaglione, (n. 23 noiembrie 1921, Torino, Italia – d. 3 februarie 1960, Roma, Italia) a fost un cântăreț italian.

## Filmografie
- 1959 Băieții de la tonomat (Ragazzi del Juke-Box), regia	Lucio Fulci
- 1959 Cursa de 100 kilometri (La cento chilometri), regia Giulio Petroni